# Дюкасс, Пьер
Пьер Дюка́сс (фр. Pierre Ducasse; 7 мая 1987, Бордо) — французский футболист, опорный полузащитник. Является воспитанником клуба «Бордо», в котором в 2005 году началась его профессиональная карьера. Вместе с этим клубом он становился чемпионом Франции, выигрывал Суперкубок Франции и два Кубка французской лиги. Помимо «Бордо» выступал за команды «Лорьян», «Ланс» и «Булонь». В 2004 году вместе с юношеской сборной Франции выиграл чемпионат мира среди юношей до 17 лет.

## Клубная карьера

### «Бордо»
Дюкасс начинал заниматься футболом в городке Маршприм, где проживала его семья. В возрасте 10-11 лет он перешёл в футбольную школу клуба «Бордо», до которой от его дома было около полчаса езды. Он начинал играть на позиции нападающего, но спустя несколько лет обучения нашёл себя в роли опорного полузащитника. На протяжении нескольких лет Дюкасс играл за молодёжный состав и вторую команду «Бордо», а в сезоне 2005/2006 новый главный тренер клуба Рикардо Гомес дал ему возможность сыграть за первую команду. Профессиональный дебют 18-летнего Пьера состоялся 30 июля 2005 года на стадионе «Велодром» в Марселе, где местный «Олимпик» принимал его «Бордо». В этом матче Дюкасс вышел на замену во втором тайме и на 87-й минуте забил гол. Встреча завершилась победой «Бордо» со счётом 2:0.
С «Бордо» Дюкасс выиграл несколько титулов, став чемпионом Франции, двукратным обладателем Кубка французской лиги и обладателем Суперкубка Франции. В те годы в команде подобрался сильный состав с большим количеством высококлассных исполнителей, выиграть конкуренцию с которыми Пьер не сумел. Так, в чемпионском сезоне 2008/2009 тренер Лоран Блан лишь в восьми матчах выпускал Дюкасса на поле. В сезоне 2009/2010 Пьер был отдан в аренду клубу «Лорьян», где смог стать основным игроком команды и сыграл в 30 матчах чемпионата Франции. По возвращении в «Бордо» он вновь не сумел закрепиться в составе.

### После «Бордо»
В июле 2011 года закончился контракт Дюкасса с «Бордо», и Пьер стал искать варианты для продолжения карьеры. Им интересовались французские клубы «Эвиан», «Тулуза» и «Ланс», также у него имелись предложения из Германии. Свой выбор он сделал в пользу «Ланса», выступавшего в Лиге 2, но собиравшегося бороться за возвращение в элитный дивизион чемпионата Франции. Первый сезон в новом клубе для Дюкасса прошёл удачно, он имел стабильное место в основном составе, сыграв 26 матчей и забив 3 гола в Лиге 2. Однако его клубу не удалось выйти в Лигу 1. Следующие два сезона для Пьера были испорчены обилием травм и частой сменой тренеров, в результате чего играл он крайне редко.
Летом 2014 года Дюкасс вновь стал свободным агентом после истечения срока действия его контракта с «Лансом». Предложений от французских клубов он не получал, а от приглашений из Казахстана и Индии решил отказаться, считая их неправильным развитием футбольной карьеры в 27 лет. Дюкасс был близок к переходу в хорватский клуб «Хайдук» Сплит. Но в последний момент Пьер отказался переезжать с семьёй в другую страну, узнав о финансовых проблемах клуба. До окончания заявочного периода он не смог найти себе новую команду, поэтому целый сезон провёл без игровой практики, для поддержания формы полгода самостоятельно тренировался на базе «Бордо» с резервистами клуба. В конце мая 2015 года Дюкасс заключил контракт с клубом «Булонь» из Национального чемпионата (третья лига Франции). Там он провёл два года, но постоянной игровой практики не получал.
Летом 2017 года Дюкасс покинул «Булонь» и вернулся в Бордо, где заключил однолетний контракт с любительским клубом «Стад Борделе» из Национального дивизиона 2. Также он начал работать над получением тренерской лицензии.

## Выступления за сборную
Дюкасс играл за юношеские сборные Франции различных возрастных категорий. Он был членом команды, которая в 2004 году выиграла чемпионат Европы среди юношей до 17 лет, обыграв в финальном матче сверстников из Испании. Представители той команды считались во Франции очень талантливым поколением, но лишь такие игроки, как Карим Бензема, Жереми Менез, Самир Насри и Хатем Бен Арфа, впоследствии играли и за взрослую сборную Франции.

## Статистика
| Выступление      | Выступление      | Выступление      | Лига | Лига | Кубок | Кубок | Кубок лиги | Кубок лиги | Еврокубки | Еврокубки | Итого | Итого |
| Клуб             | Лига             | Сезон            | Игры | Голы | Игры  | Голы  | Игры       | Голы       | Игры      | Голы      | Игры  | Голы  |
| ---------------- | ---------------- | ---------------- | ---- | ---- | ----- | ----- | ---------- | ---------- | --------- | --------- | ----- | ----- |
| Бордо            | I                | 2005/2006        | 6    | 1    | 1     | 0     | 0          | 0          | 0         | 0         | 7     | 1     |
| Бордо            | I                | 2006/2007        | 12   | 1    | 1     | 0     | 1          | 0          | 4         | 0         | 18    | 1     |
| Бордо            | I                | 2007/2008        | 15   | 1    | 2     | 0     | 1          | 0          | 8         | 0         | 26    | 1     |
| Бордо            | I                | 2008/2009        | 8    | 0    | 1     | 0     | 1          | 0          | 1         | 0         | 11    | 0     |
| Лорьян           | I                | 2009/2010        | 30   | 1    | 0     | 0     | 3          | 0          | 0         | 0         | 33    | 1     |
| Бордо            | I                | 2010/2011        | 10   | 0    | 0     | 0     | 2          | 0          | 0         | 0         | 12    | 0     |
| Бордо            | Итого за «Бордо» | Итого за «Бордо» | 51   | 3    | 5     | 0     | 5          | 0          | 13        | 0         | 74    | 3     |
| Ланс             | II               | 2011/2012        | 26   | 3    | 1     | 0     | 4          | 0          | —         | —         | 31    | 3     |
| Ланс             | II               | 2012/2013        | 12   | 0    | 0     | 0     | 1          | 0          | —         | —         | 13    | 0     |
| Ланс             | II               | 2013/2014        | 4    | 0    | 1     | 0     | 2          | 1          | —         | —         | 7     | 1     |
| Ланс             | Итого            | Итого            | 42   | 3    | 2     | 0     | 7          | 1          | —         | —         | 51    | 4     |
| Булонь           | III              | 2015/2016        | 16   | 0    | 0     | 0     | 0          | 0          | —         | —         | 16    | 0     |
| Булонь           | III              | 2016/2017        | 7    | 0    | 0     | 0     | 0          | 0          | —         | —         | 7     | 0     |
| Булонь           | Итого            | Итого            | 23   | 0    | 0     | 0     | 0          | 0          | —         | —         | 23    | 0     |
| Стад Борделе     | IV               | 2017/2018        | 20   | 3    | 2     | 0     | —          | —          | —         | —         | 22    | 3     |
| Всего за карьеру | Всего за карьеру | Всего за карьеру | 166  | 10   | 9     | 0     | 15         | 1          | 13        | 0         | 203   | 11    |

1. ↑  Лига чемпионов УЕФА, Кубок УЕФА.

## Достижения
Сборная Франции до 19 лет:
- Чемпион Европы среди юношей до 17 лет: 2004

«Бордо»:
- Чемпион Франции: 2008/09
- Серебряный призёр чемпионата Франции (2): 2005/06, 2007/08
- Обладатель Кубка французской лиги (2): 2006/07, 2008/09
- Обладатель Суперкубка Франции: 2008